# Sertão de Senador Pompeu
Sertão de Senador Pompeu is een van de 33 microregio's van de Braziliaanse deelstaat Ceará. Zij ligt in de mesoregio Sertões Cearenses en grenst aan de mesoregio's Jaguaribe in het oosten en Centro-Sul Cearense in het zuidoosten en zuiden en de microregio's Sertão de Inhamuns in het zuidwesten en westen, Sertão de Crateús in het noordwesten en Sertão de Quixeramobim in het noorden. De microregio heeft een oppervlakte van ca. 9787 km². Midden 2004 werd het inwoneraantal geschat op 209.379.
Acht gemeenten behoren tot deze microregio:
- Acopiara
- Deputado Irapuan Pinheiro
- Milhã
- Mombaça
- Pedra Branca
- Piquet Carneiro
- Senador Pompeu
- Solonópole

Mesoregio's: Centro-Sul Cearense · Jaguaribe · Metropolitana de Fortaleza · Noroeste Cearense · Norte Cearense · Sertões Cearenses · Sul Cearense

Microregio's: Baixo Curu · Baixo Jaguaribe · Barro · Baturité · Brejo Santo · Canindé · Cariri · Caririaçu · Cascavel · Chapada do Araripe · Chorozinho · Coreaú · Fortaleza · Ibiapaba · Iguatu · Ipu · Itapipoca · Lavras da Mangabeira · Litoral de Aracati · Litoral de Camocim e Acaraú · Médio Curu · Médio Jaguaribe · Meruoca · Pacajus · Santa Quitéria · Serra do Pereiro · Sertão de Crateús · Sertão de Inhamuns · Sertão de Quixeramobim · Sertão de Senador Pompeu · Sobral · Uruburetama · Várzea Alegre